# 直江津バイパス

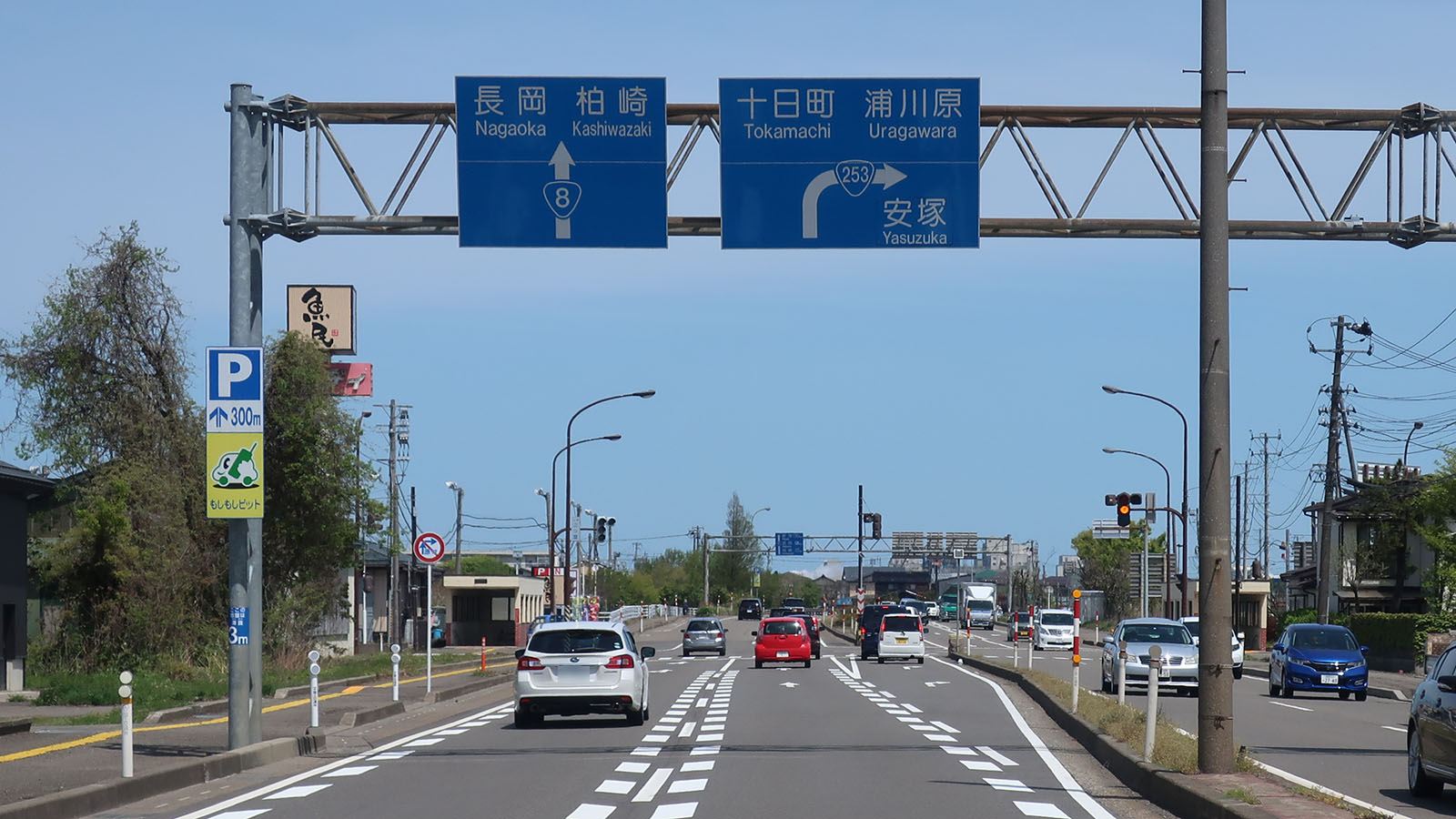
直江津バイパス
(国道253号起点付近)
新潟県上越市三ツ屋町

直江津バイパス（なおえつバイパス）は、新潟県上越市を通る国道8号のバイパス。
全線平面交差、一部区間はそれぞれ4車線となっている。

## 概要

### 路線データ
- 起点 - 上越市大潟区犀潟[1]
- 終点 - 上越市虫生岩戸[1]
- 延長 - 12.2 km[1]
- 構造規格 - 第3種第1級（大潟区犀潟 - 大字国府）、第3種第2級（大字国府 - 虫生岩戸）[1]
- 車線数 - 2車線（犀潟 - 下荒浜）、4車線（下荒浜 - 下源入）、5車線(下源入 - 塩屋新田 - 下り3車線+上り2車線）、4車線（塩屋新田 - 国府）、2車線（国府 - 虫生岩戸）[2]
- 設計速度 : 80 km/h（大潟区犀潟 - 大字国府）、60 km/h（大字国府 - 虫生岩戸）[1]

## 歴史
- 1963年（昭和38年） - 1964年（昭和39年） - 計画調査[1]。
- 1965年（昭和40年） - 実地調査[1]。
- 1966年（昭和41年）度 - 直江津バイパス事業化[3]。
- 1967年（昭和42年）
  - 4月26日 ： ルート承認[1]。
  - 9月25日 ： 夷浜 - 五智国分間都市計画決定。（当初）[1]
  - 年度内 - 直江津バイパス用地着手[3]。
- 1968年（昭和43年）度 - 直江津バイパス工事着手[3]。
- 1970年（昭和45年）12月15日 - 上越市三ツ屋 - 石橋（L=3.1 km）暫定2車線供用[1]。
- 1971年（昭和46年）12月8日 - 上越市大潟区犀潟 - 上越市三ツ屋（L=5.6 km）暫定2車線供用[1]。
- 1972年（昭和47年）6月27日 - 虫生岩戸 - 五智国分間都市計画決定。（当初）[1]
- 1973年（昭和48年）9月26日 - 郷津トンネル貫通。（北陸本線の複線化によって廃止された単線のトンネルを拡幅して再使用）
- 1974年（昭和49年）10月30日 - 上越市石橋 - 虫生岩戸（L=3.5 km）暫定2車線供用、全線開通[1]。
- 1978年（昭和53年）11月14日 - 上越市三ツ屋 - 下源入（L=1.7 km）4車線供用[1]。
- 1986年（昭和61年）11月7日 - 上越市下源入 - 石橋（L=1.4 km）4車線供用[1]。
- 1989年（平成元年）7月28日 - 虫生岩戸 - 夷浜間都市計画変更。計画幅員変更[1]。
- 1992年（平成4年）12月25日 - 上越市日之出 - 三ツ屋（L=1.0 km）4車線供用[1]。
- 1994年（平成6年）12月22日 - 上越市頸城入口 - 上越市日之出（L=0.4 km）4車線供用[1][3]。
- 1998年（平成10年）
  - 3月13日 - 夷浜 - 大潟区犀潟（起点） - 雁子浜 間都市計画決定。
  - 年度内 - 上越市下荒浜 - 上越市頸城区西福島間都市計画変更。計画幅員変更（立体化）[3]。
- 2001年（平成13年）12月4日 - 石橋 - 国府（L=1.1 km）4車線供用[1]
- 2003年（平成15年）12月25日 - 上越市黒井 - 上越市頸城入口（L=1.0 km） 4車線供用[1][3]。
- 2005年（平成17年）12月20日 - 上越市下荒浜 - 黒井（L=0.3 km）4車線供用[1][3]。
- 2012年（平成24年）11月30日 - 上越市下源入 - 塩屋新田(L=0.7 km)下り車線（山側車線）3車線化[2]。
- 2024年（令和6年）3月29日 - 安江中央交差点 - 下源入交差点（L=0.8 km）山側3車線化[4]。

## 路線状況

### 道路施設

#### 橋
- 関川大橋

### 計画事業箇所
- 三ツ屋交差点 - 関川右岸間下り車線（山側車線）3車線化
- 犀潟 - 下荒浜間4車線化
- 黒井交差点立体交差
- 下源入交差点立体交差

## 地理

### 通過する自治体
- 新潟県
  - 上越市

### 主な交差点
- 上側が起点側、下側が終点側。左側が上り側、右側が下り側。
- 交差する道路は、県道以上の道路および立体交差をするもしくは立体交差をする計画の道路。特記がないものは市町道。

| 交差する道路など              | 交差する道路など                | 交差する場所 | 交差する場所 | 交差する場所                                   | 備考                                         |
| ----------------------------- | ------------------------------- | ------------ | ------------ | ---------------------------------------------- | -------------------------------------------- |
| 国道8号 柏崎・長岡方面        |                                 |              |              |                                                |                                              |
| 県道129号、県道468号方面      | 新潟県道253号浦川原犀潟停車場線 | 上越市       |              | 犀潟                                           |                                              |
| 新潟県道216号大瀁直江津線     | 新潟県道216号大瀁直江津線       | 上越市       | 日之出       |                                                |                                              |
| 新潟県道488号三ツ屋中央線     | 国道253号                       | 上越市       | 三ツ屋       |                                                |                                              |
| 国道350号                     | 国道18号 <上新バイパス>         | 上越市       | 下源入       | 直江津港方面 ＜－＞ 上越市街（高田）、妙高方面 |                                              |
| 直江津港方面                  | 新潟県道186号板倉直江津線       | 上越市       | 下門前       |                                                |                                              |
| 関川                          | 関川                            | 上越市       | 関川大橋     | 関川大橋                                       |                                              |
| 新潟県道123号直江津停車場線   | 新潟県道579号上越脇野田新井線   | 上越市       |              | 石橋                                           | 県道123号、県道579号ともに通称「上越大通り」 |
| 五智方面                      | 新潟県道63号上越新井線          | 上越市       | 加賀         |                                                |                                              |
| 新潟県道185号春日山城直江津線 | 新潟県道185号春日山城直江津線   | 上越市       | 国府         |                                                |                                              |
| 新潟県道468号大潟上越線       |                                 | 上越市       | 郷津         |                                                |                                              |
| 国道8号 糸魚川・魚津方面      |                                 |              |              |                                                |                                              |

### 接続するバイパスの位置関係
（京都方面）谷浜バイパス - 現道 - 直江津バイパス - 大潟バイパス（新潟方面）